# Moderní gymnastika na Letních olympijských hrách 1984
Moderní gymnastika na Letních olympijských hrách 1984 byla na programu 9. až 11. srpna na stadionu Pauley Pavilion a jednalo se o její premiéru. Do bojů o medaile zasáhlo 33 gymnastek z 20 zemí. Soutěž byla poznamenána neúčastí reprezentantek Sovětského svazu a dalších zemí východního bloku. Za největší favoritku tak byla považována rumunská reprezentantka Doina Stăiculescu, která skončila v předchozím roce 7. na mistrovství světa.

## Medailistky
| Soutěž        | Zlato                       | Stříbro                            | Bronz                                |
| ------------- | --------------------------- | ---------------------------------- | ------------------------------------ |
| jednotlivkyně | Lori Fungová · Kanada (CAN) | Doina Stăiculescu · Rumunsko (ROU) | Regina Weber · Západní Německo (FRG) |